# Pessonada
Pessonada és un poble de l'antic terme d'Hortoneda de la Conca, i de l'actual de Conca de Dalt, al Pallars Jussà. Està situat sota i a migdia de l'imponent Roc de Pessonada, a l'extrem de llevant de la Serra de Pessonada.
Juntament amb Hortoneda, Herba-savina i el Mas de Vilanova o Vilanoveta formava aquest terme d'Hortoneda de la Conca.

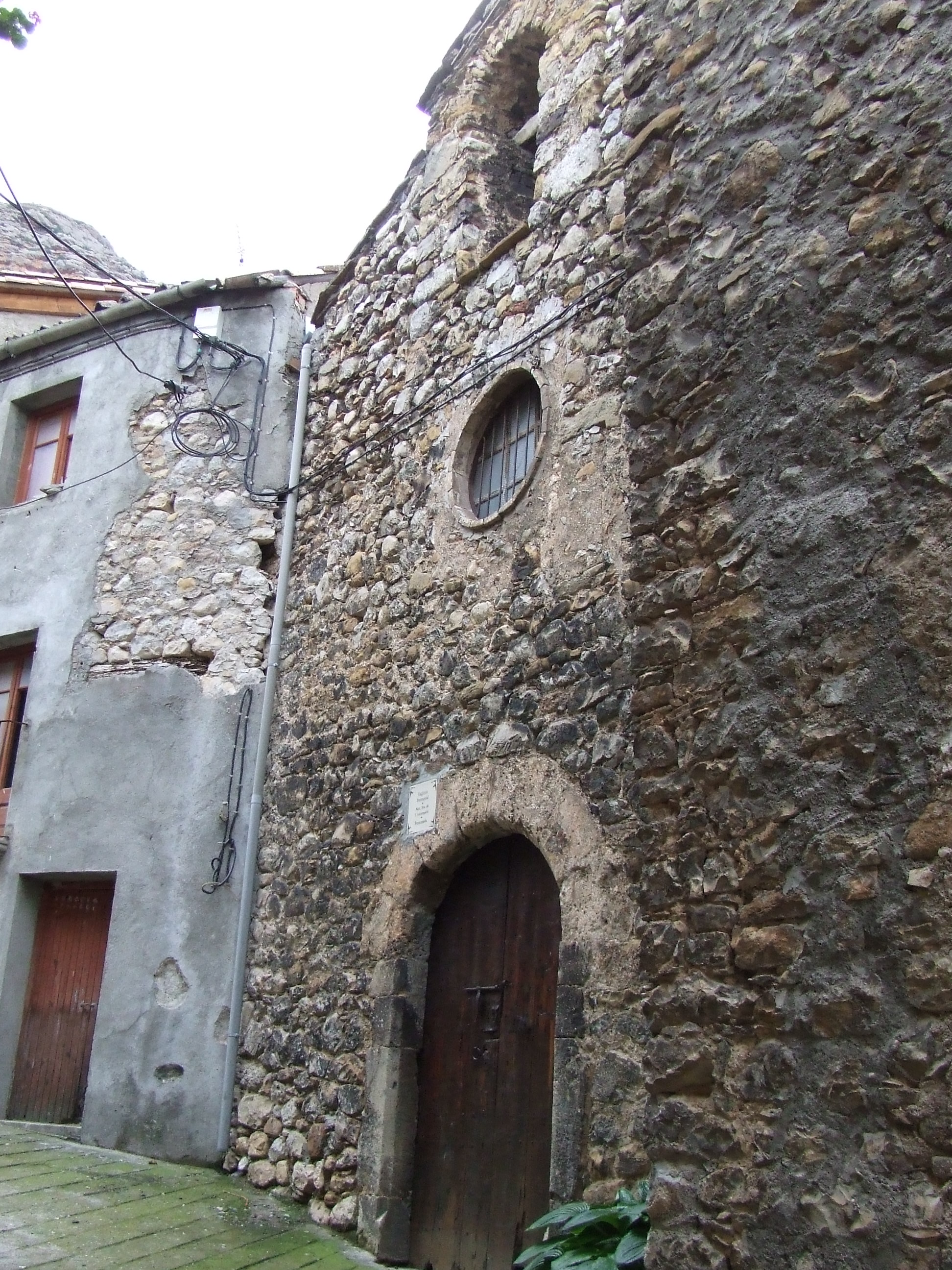
L'església parroquial de Santa Maria

Pessonada, de vegades anomenada Pessonada i Mas de Vilanoveta fou un dels ajuntaments formats el 1812 a partir del desplegament de la Constitució de Cadis. Aquest municipi pervisqué fins al febrer del 1847, quan, en no tenir el mínim de 30 veïns (caps de família), no pogué mantenir el seu ajuntament independent, i es va veure obligat a agregar-se al d'Hortoneda.
Tot i que molt desfigurat per les modificacions sofertes al llarg dels segles, el poble de Pessonada conserva alguns elements de l'antic poble clos. La trama dels carrers i els llargs trams en què les cases configuren el que fou el clos acompanyen la presència encara efectiva del portal d'Aramunt, per on surt el camí que menava a aquell poble veí.
L'església de Santa Maria de Pessonada, parroquial agrupada a Salàs de Pallars, és en el centre del poble, inserida enmig de les cases del poble. Té un campanar de torre de planta octogonal.
Al nord del poble, a uns 450 metres de distància, hi ha l'ermita romànica de la Mare de Déu de la Plana, amb una imatge de la Mare de Déu, romànica, conservada en una casa particular del poble. Dues pintures romàniques sobre taula procedents d'aquesta església es conserven en el Museu de Belles Arts de Bilbao.

## Etimologia
Segons Joan Coromines, Pessonada procedeix de pessó (peçó), amb el sufix col·lectiu -ada, procedeix del mot romànic català occidental pirinenc peçó o pessó, probablement derivat del mot comú peça. Aquest mot tenia el significat de munt cònic de coses, especialment herba, palla i altres productes agrícoles.

## Història
Francisco de Zamora informa el 1790 que Pessonada tenia 47 habitants, als quals calia unir els 17 del Mas de Vilanova, o Hortoneda de la Conca.

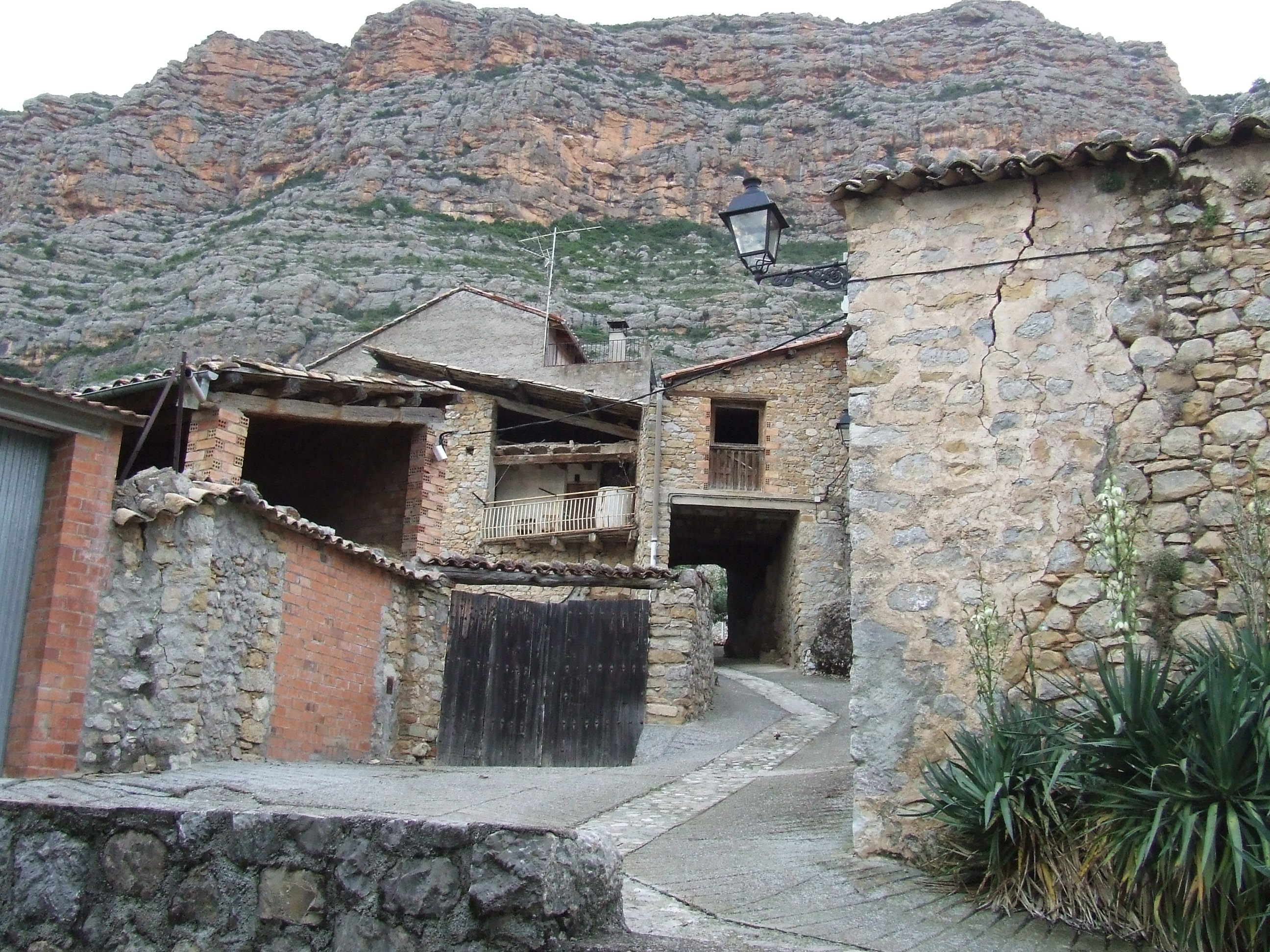
El Portal d'Aramunt, a Pessonada

Pascual Madoz, en el seu Diccionario geográfico... del 1845 ens parla de Personada y Mas de Vilanoveta, repetint un error típic en els documents administratius del segle xix i part del xx. Descriu la seva situació (en una costa al peu d'una muntanya inaccessible anomenada Roc de Pessonada), parla del seu clima fred i sa, i explica que el poble té 23 cases, 19 d'elles unides, 1 a un quart d'hora de distància, i 3 més en una caseria anomenada Mas de Vilanoveta. El terreny del poble és aspre, trencat, i de mala qualitat per a les collites del poble en amunt. Del poble en avall, la qualitat és mitjana, i s'hi cullen olives, vinya i alguns horts alimentats per les fonts que hi ha. La terra proporciona llenya d'arbusts, i en alguns llocs també es cull blat. De bestiar, n'hi ha per a llana, cabres i porcs. L'única indústria existent era un molí d'oli. S'hi comptaven 8 veïns (caps de família) i 69 ànimes (habitants). Per tant, en 50 anys la població del lloc no havia variat gairebé gens.
El 1970 encara tenia 90 habitants, que s'havien reduït a 51 el 1981, i es mantenen en 50 el 2006. Segons Bellmunt (op. cit.), les cases del poble són, la majoria avantposant-hi casa, però alguna també amb cal: Abadia (o Casanoves), Baitot, Bastida, Batllevell, Boixerol, Calceta, Cinto, Cisco, Corroncui, Dot, Esteve, Fèlix, Genotet, Grapes, Gros, Hereu Nou, Joaquim, Jonet, Macabeu, Miquel, Miró, Ramon Vell, Rita, Roieta, Sant, Sebastià, Toà, Ton, Tonet, Toneta, Tonya, Torrent, Torro, Vidal i Xacó. Casa Batllevell es tractava d'una casa forta, amb elements de fortificació.
És fill de Pessonada l'excel·lent escriptor Pep Coll, autor de moltes obres ambientades en el Pirineu.

## Geografia

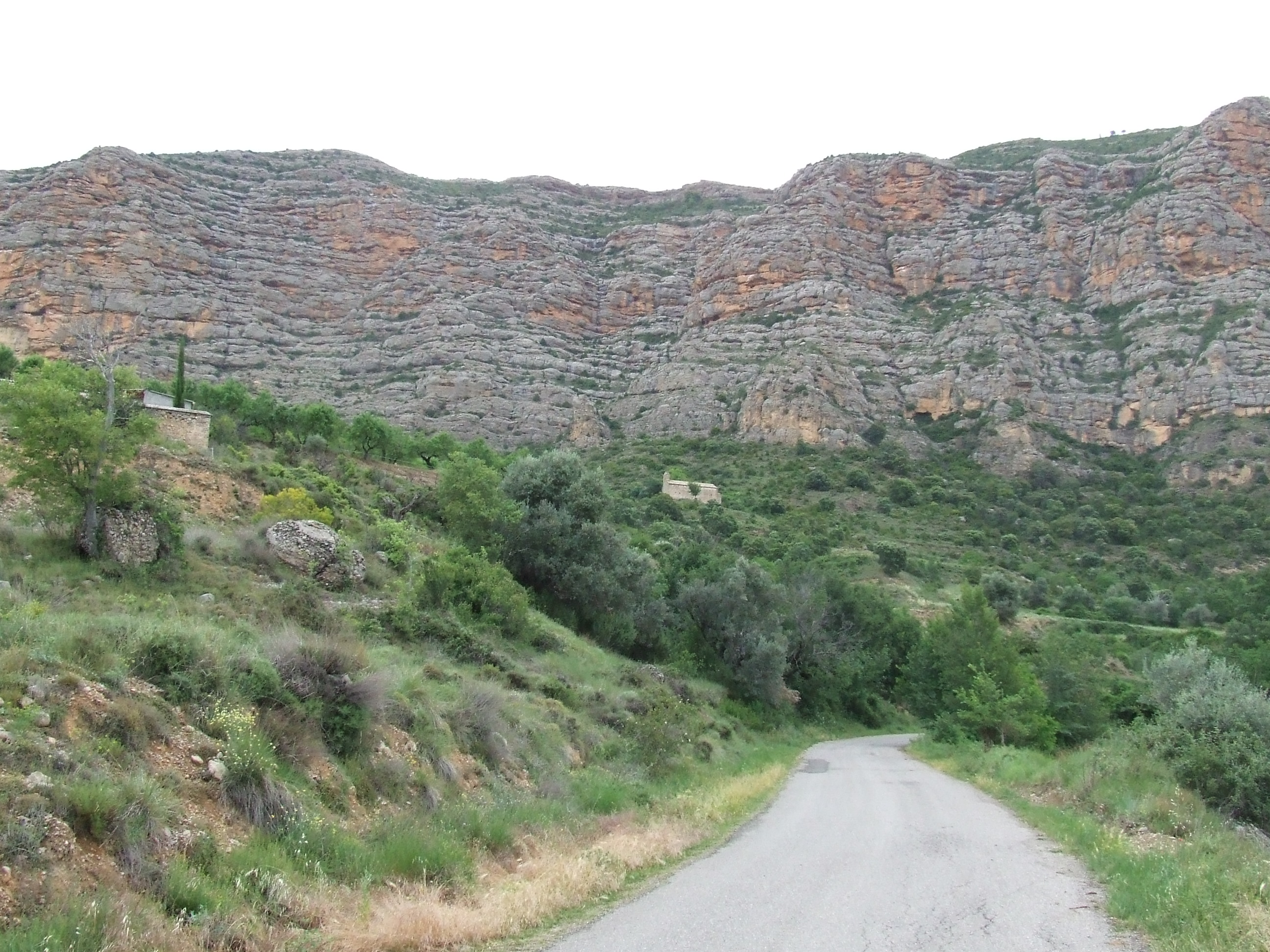
El Roc de Pessonada sobre la Mare de Déu de la Plana

La Serra de Pessonada, Cingles de Pessonada o Roc de Pessonada és una serra al sud del poble d'Hortoneda i al nord i llevant del de Pessonada, del qual pren el nom. El seu extrem nord-oest és a llevant del poble de Sant Martí de Canals. El seu cim més enlairat és la Rocalta, de 1.488,9 msnm. Tot i ser una cinglera molt dreturera, hi ha diversos passos que la vencen, pels quals passaven els camins que unien el poble amb les terres que tenien els pagesos de Pessonada amb la vall que s'obre al capdamunt de la serra, i amb Hortoneda. Entre aquests passos destaquen els Escaligons i la Portella. La Serra de Pessonada defineix tot d'espais, antigament partides agrícoles, que es distribueixen tant als pes de la cinglera com al capdamunt de la serra. Entre els dels peus de la cinglera destaquen la Tremor, al nord-oest, lo Civadal, al sud-est, la Coma de Planers, a l'extrem de llevant, prop d'Herba-savina, les Grases i entre els del capdamunt, fent el circuit invers a l'anterior, es troben l'Obaga de Rocalta, la Coma de l'Olla i l'Abeurada. A la zona nord-occidental destaca el paratge de Sant Vicent.
El Pico Fred és el punt més alt del Roc de Pessonada. És a llevant del poble de Pessonada, al nord de Vilanoveta, actual despoblat, i a ponent d'Herba-savina. Forma una petita serra, la Serra del Pico Fred, els vessants septentrionals de la qual són l'Obaga del Pico Fred. En el vessant meridional hi ha la Roca Roia.
Les Cadolles és un indret situat a ponent de Pessonada, a prop de l'antic termenal entre Hortoneda de la Conca i Claverol, al sud-est de Llavaés i de Martinatx.
El Roc de la Feixa és una cinglera situat al sud-est de Pessonada, al vessant meridional de la Serra de Pessonada. És, de fet, la mateixa paret vertical de la Serra de Pessonada.
La Vinya és un indret situat a migdia de Pessonada, al vessant que davalla des del poble cap a la Borda de Cotura i el poble vell d'Aramunt. És al nord-est de Llagunes i al nord de Viars, a l'esquerra del barranc dels Rius. S'hi forma la llau de Cotura.
La Portella és una collada situada a 1.232,4 metres d'altitud vora el poble de Pessonada. És un dels dos passos (l'altre és els Escaligons) que travessa pel mig la cinglera del Roc de Pessonada, situat just al nord d'aquest poble. Dels dos, és el que queda més al nord-oest, al damunt de la Mare de Déu de la Plana. Hi passava un dels camins, actualment només practicat per excursionistes, que unia el poble de Pessonada amb la part alta de la serra del mateix nom i amb Hortoneda. Actualment forma part del circuit que fa la volta al Roc de Pessonada.
Colomina és un indret situat a ponent de Pessonada, al sud-est de les Quadres i a ponent de les Arguiles. És al nord de l'extrem nord-est de la Serra de Sant Esteve i a migdia de la Carretera de Pessonada.
Clot de Rocalta és un clot situat al nord-est de Pessonada, dalt de la Serra de Pessonada. És al sud-oest de la llau dels Tolls i a migdia de la Coma de l'Olla. Queda a ponent de l'Obaga dels Tolls i al nord de l'Obaga de Rocalta.
Coll d'Estessa és una collada a 1.244,8 msnm a la part alta de la Serra de Pessonada, a la carena que separa les valls de la llau del Goteller i de la llau de la Coma de l'Olla, al sud-sud-oest d'Hortoneda i al nord-est de Pessonada. Hi passava l'antic camí que, a través de la serra esmentada, comunicava Pessonada amb Hortoneda.
Els Noguers de Santa és un paratge en territori del poble de Pessonada. Està situat a migdia de Viars i al nord de Seix, a llevant de Travet i a ponent de Campana Partida, entre la Llau Gran, que queda al sud, i el Torrent Salat, al nord.

## Persones il·lustres
- Pep Coll, escriptor.